# Lapithos
Lapithos (in greco Λάπηθος?, anche Lapethos; in turco Lapta; in italiano Lapito, desueto) è un comune appartenente de facto a Cipro del Nord e, de iure, alla Repubblica di Cipro, con 12.118 abitanti (dati 2011).
Lapithos è compresa de facto nel distretto di Girne di Cipro del Nord e, de iure, nel distretto di Kyrenia della repubblica di Cipro.
Gli archeologi sostengono che Lapithos fu fondata dai fratelli achei Praxandros e Cepheus. Secondo Strabone, l'antico insediamento di Lapathus, il cui sito si trova nelle vicinanze, fu fondato dagli Spartani.
Nelle iscrizioni assire, Lapithos è menzionata come uno degli undici regni ciprioti. Durante il dominio persiano, per un certo periodo Lapithos fu colonizzata dai fenici. Praxippos, l'ultimo re indipendente, fu sottomesso da Tolomeo I nel 312 a.C..
Lambousa è il nome attualmente utilizzato per denominare l'antica città greca situata sulla costa a circa 3 chilometri a nord dell'attuale Lapithos.
Prima del 1974, Lapithos era la città più grande della regione di Kyrenia. È sempre stata una cittadina a maggioranza greco-cipriota.
Nel 2011 il comune di Lapithos aveva 12.118 abitanti.

## Geografia fisica

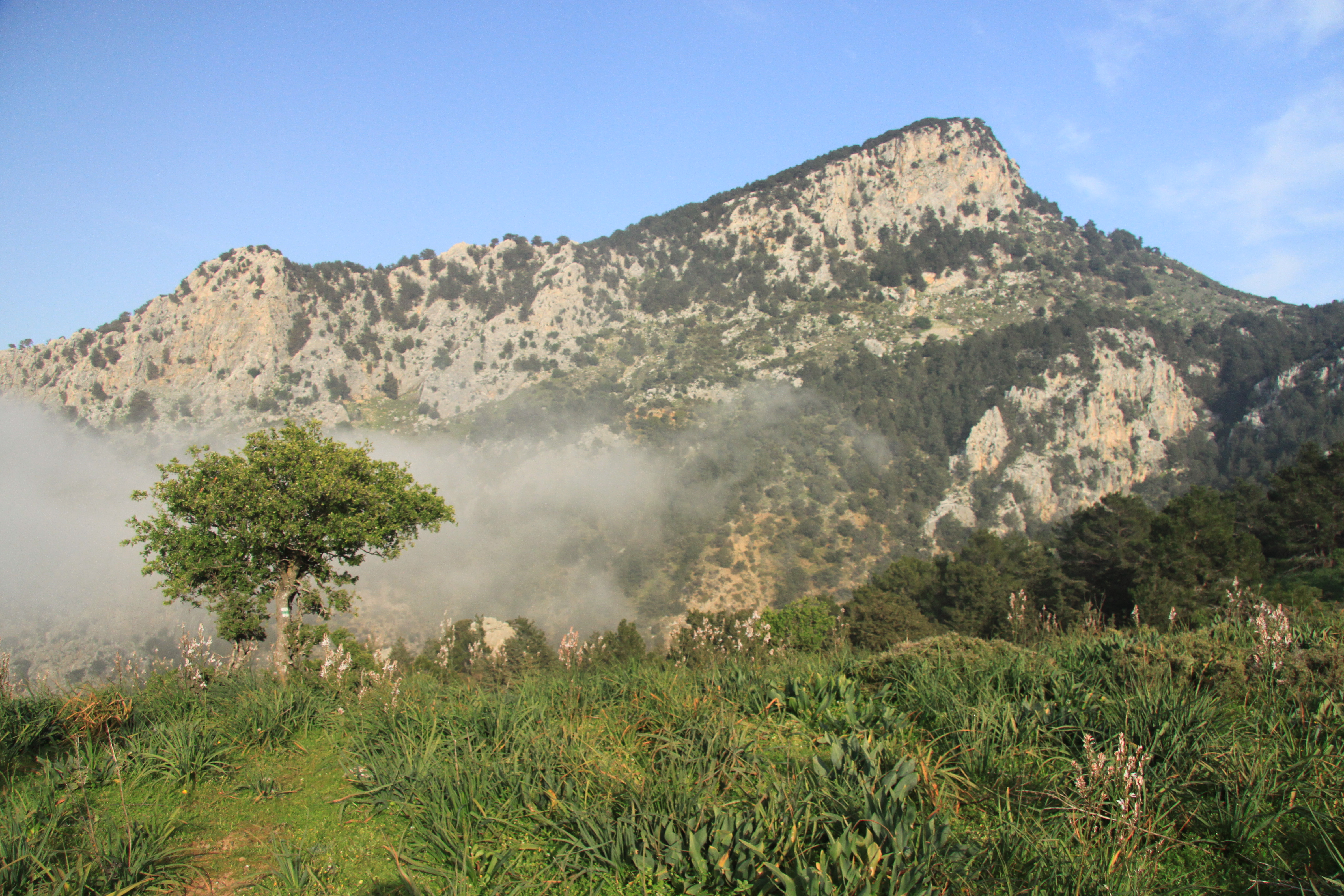
Paesaggio vicino a Lapithos

Situata a circa 14 chilometri ad ovest di Kyrenia, sulla costa settentrionale di Cipro, la cittadina confina ad est con Karavas, ad ovest con Basileia, a sud con i villaggi di Sysklipos, Agridaki e Larnakas tis Lapithou. Si estende dalle montagne del Pentadaktylos alle acque del Mar di Levante. Infatti, il comune arriva sino alle pendici del picco più alto del Pentadaktylos, il Kyparissovouno.

## Origini del nome
La città ha sempre avuto due nomi, il greco Lapithos e il turco Lapta. L'origine del nome è oscura, ma Goodwin suggerisce che potrebbe aver preso il nome da una località della Grecia.

## Storia

### Periodo pre-romano
Strabone scrisse che Lapethos è una 'costruzione dei Laconi e di Prassandro'. Il filosofo Alessandro di Efeso la chiamò "Imeroessa", che significa "attraente", "che suscita passione".
Lapithos viene solitamente indicata nella letteratura archeologica come una colonia laconica fondata dopo la guerra di Troia da Prassandro, il suo primo re. Tuttavia, reperti di scavi, come vasi e ruote di ceramica, fanno risalire la sua esistenza al 3000 a.C. Secondo Diodoro Siculo, che scrisse nel IV secolo a.C., Lapithos era uno dei nove regni di Cipro.
Peisistratos, re di Lapithos, con la sua flottiglia, insieme a Nicocreon di Salamina e Stasanor di Curion, venne in aiuto di Alessandro Magno, aiutandolo a catturare Tiro in Fenicia. Per questo motivo Alessandro, il comandante dell'esercito vittorioso, dichiarò Cipro libera dai Persiani. L'ultimo re di Lapethos fu Praxippos.

### Periodi romano, bizantino e dei Lusignano

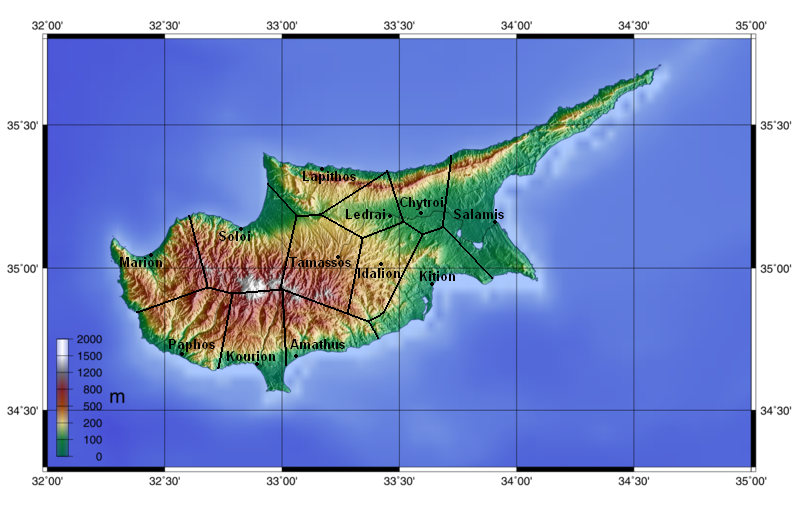
Mappa che mostra le antiche città-regno di Cipro

Durante la dominazione romana, Lapethos aveva più di 10.000 abitanti. Essa era a capo di uno dei quattro distretti di Cipro. Fin dai tempi antichi, Lapithos divenne un centro per la lavorazione del rame e soprattutto un centro di produzione di terracotta.
Durante il periodo protocristiano (25 a.C. - 250 d.C.) Lapethos visse un grande impulso commerciale per la pletora dei suoi prodotti, ma anche per il suo porto e il suo cantiere navale. Durante questo periodo a Lapethos fu dato il nome di Lambousa, "splendente", forse per la sua ricchezza e bellezza, o per il suo faro che illuminava la regione circostante.
Durante i primi anni del cristianesimo gli apostoli Paolo, Barnaba e Marco passarono da Lapethos venendo da Tarso. Secondo l'apostolo Barnaba, Lapethos aveva mura degne di una città. Egli riporta infatti che durante il suo secondo viaggio con l'apostolo Marco, essi rimasero fuori dalle mura perché non avevano accesso alla città. Nella tarda antichità, Lapethos godette di grande prosperità grazie al commercio e conobbe un importante sviluppo artistico. Il vescovo di Lapithos Theodotos (c. 314-324) morì martire a Kyrenia mentre il vescovo Didymos fu rappresentato al Concilio di Calcedonia  (451) da Sant'Eulaleus o Eulampius, la cui cappella si trova ancora vicino al Monastero Acheiropoietos ("non fatto da mano umana").
Lapethos fu pesantemente danneggiata durante le incursioni arabe dell'alto medioevo. La popolazione dovette spesso fuggire e rifugiarsi nell'interno.
Dopo la riconquista bizantina di Cipro dagli arabi nel 965, i rifugiati di Lapithos tornarono alla loro città per ricostruirla in una nuova posizione, ma scelsero di stare lontani dal mare, trasferendola ai piedi della catena del Pentadactylos.
Durante il periodo dei Lusignano, Lapithos vantava una popolazione maggiore di Limassol, Famagosta o Paphos. Negli anni precedenti alla conquista ottomana di Cipro nel 1571 a Lapithos erano di stanza 3.000 soldati al comando di Zanetto Dandolo, il quale fu poi ucciso durante l'Assedio di Nicosia.

### Periodo ottomano
Nel 1780 una zona di Lapithos fu separata dal resto del comune per formare un nuovo villaggio, Karavas.

### Periodo britannico

Lapithos alla fine degli anni '20

Lapithos divenne un comune subito dopo il trasferimento di Cipro alla Gran Bretagna, con Andreas Koumides che divenne il primo sindaco.

### Indipendenza
Nel 1974 con 5.540 greci ciprioti (contro 370 turchi ciprioti) Lapta fu il terzo comune greco cipriota per popolazione dopo Famagosta e Morfou, i cui abitanti greci ciprioti furono sfollati o fuggirono.

## Monumenti e luoghi di interesse

### Architetture religiose

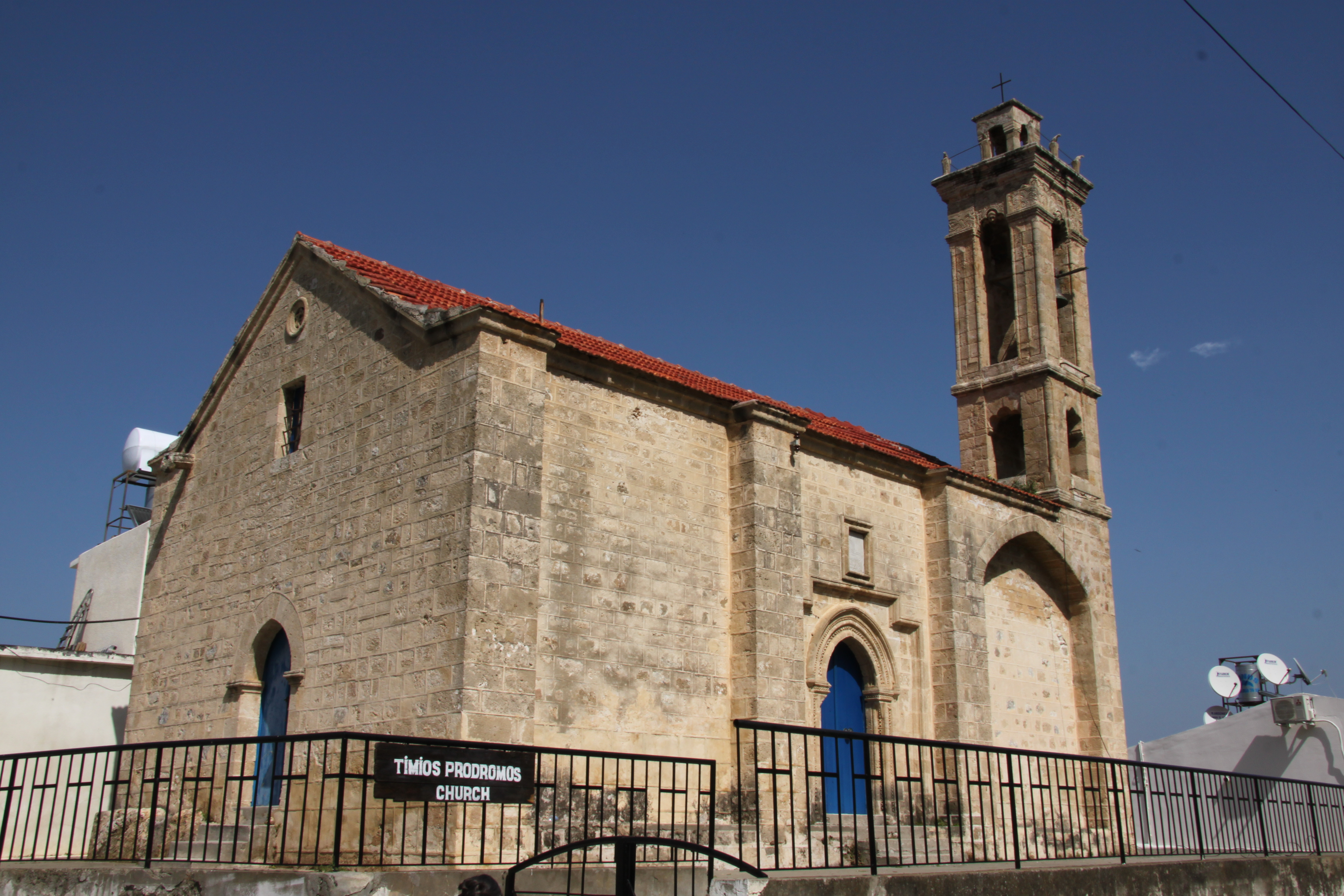
Chiesa di Timios Prodromos a Lapithos

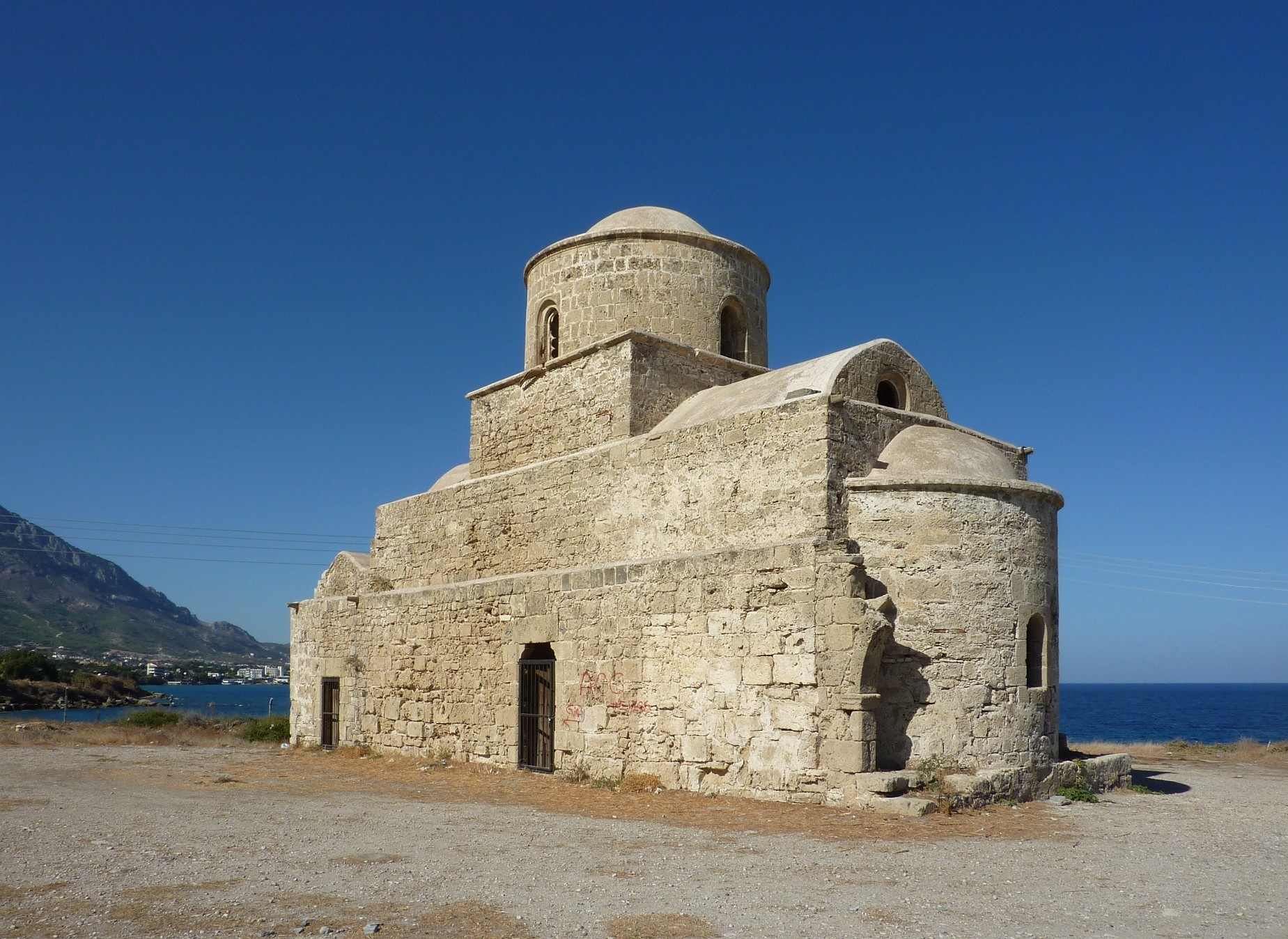
Chiesa di Sant'Evlalios

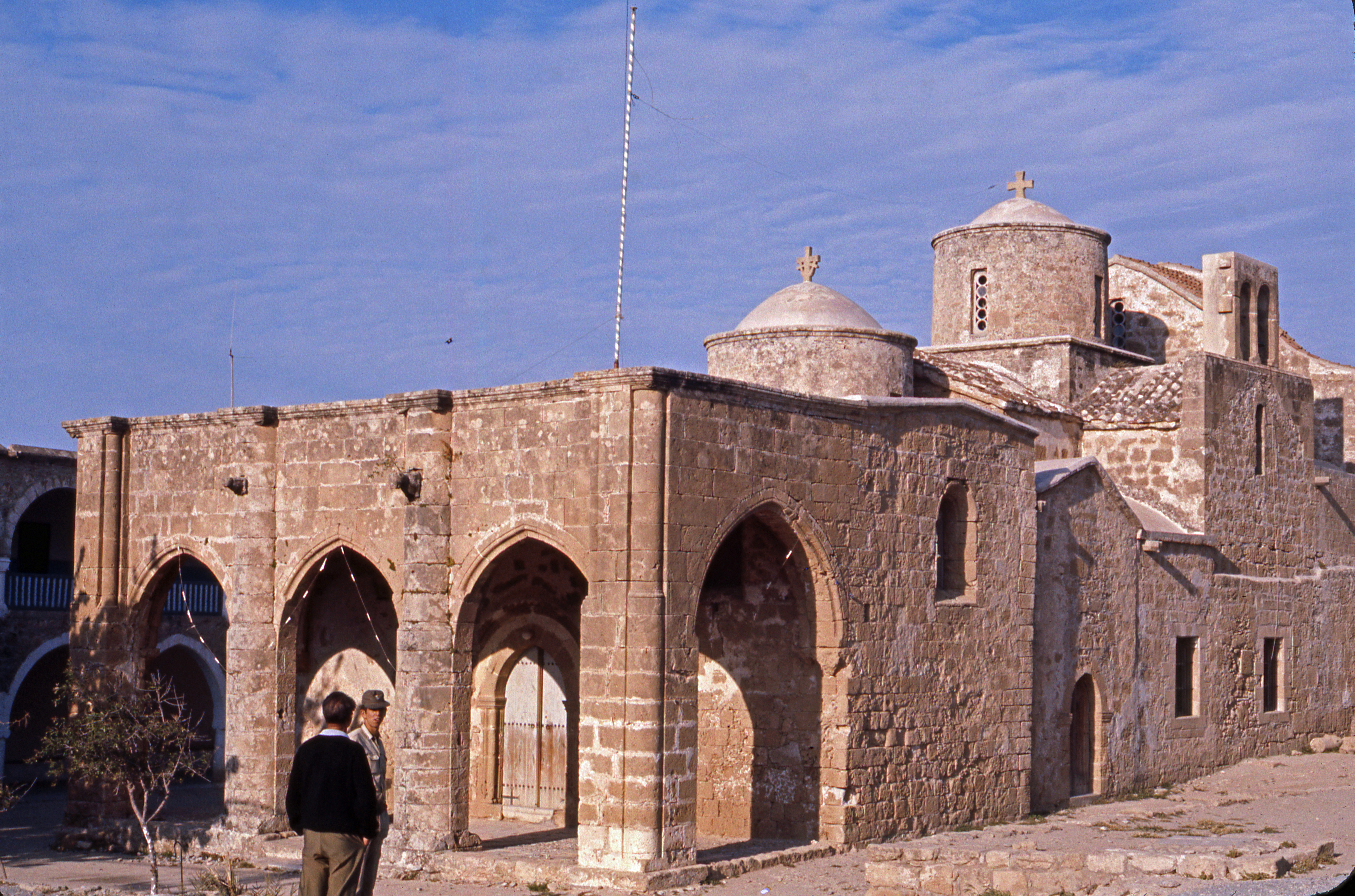
Monastero Acheiropoietos

Lapithos possiede 14 chiese, due moschee e due monasteri. Queste comprendono:
- Chiesa di San Teodoro: la chiesa fu costruita nel 1834. Nel cortile ha due pilastri bianchi con croci bizantine e una sezione a galleria datata al 17º secolo, con porte ben dipinte.[5] Si dice che in precedenza sia stata una cappella cimiteriale. Essa possiede anche un frantoio.[6]
- Chiesa di San Minas: Situata ad est, la chiesa fu costruita nel 1843. La chiesa possiede icone di San Minas a cavallo. In precedenza aveva anche una grande icona di San Minas dell'inizio del XVIII secolo.[5]
- Chiesa e monastero di Sant'Anastasia: La chiesa si trova in una posizione che domina Lapithos, dove si trovava l'antico Castello di Lapithos. Fu costruita nel XVIII secolo e ha molte raffigurazioni religiose sulle pareti.[5] Ha una cappella dedicata ad Ayia Evdokia.[6]
- Chiesa di Santa Paraskevi: Fu costruita accanto alle rovine di una vecchia chiesa nel 1892 e ospitò icone di questa vecchia chiesa fino al 1974, quando queste furono rubate in seguito all'invasione.[5]
- Chiesa di San Luca: è stata costruita nel 1850. È stata ristrutturata ed è ora utilizzata come scuola di danza.[5]
- Chiesa di Timios Prodromos: La chiesa si trova nel centro di Lapithos. Fu costruita nel XVII secolo in stile gotico. Il campanile ha raffigurazioni di volti umani, animali e piante. Il lato ovest ha una stella di Davide sulle pareti.[5]
- Chiesa di Sant'Evlalios: La chiesa si trova sulla costa, a est del Monastero Acheiropoietos ed è dedicata a Sant'Evlalios, che fu un vescovo che visse un tempo a Lambousa. La chiesa attuale è stata costruita sulle rovine di una chiesa paleocristiana, i cui resti sono ancora presenti sotto forma delle quattro colonne degli archi centrali della chiesa attuale. Una di queste colonne ha una croce bizantina incisa. Negli scavi sono stati trovati tre diversi strati di tessere di mosaico di tre epoche diverse. Questo indica che la chiesa è stata rinnovata nei secoli VI, XI e XIV-XV.[5]
- Chiesa di San Evlambios: Ad est del Monastero di Ahkiropietos, la chiesa era usata come tomba pagana e fu poi convertita in cappella nella prima era cristiana. Le nicchie sono caratteristiche delle tombe romane e sono presenti tracce di affreschi. Non ha un nartece, ma un semplice accesso.[5]

Le moschee sono le seguenti:
- Moschea di Haydar Pashazade Mehmet Bey: Nella moschea esiste un'incisione che indica l'anno 1870: questa potrebbe essere la data della ristrutturazione o della costruzione della moschea. Essa ha una caratteristica unica in termini di architettura a Cipro: una cupola copre l'area di preghiera e poggia su un tamburo ottagonale e una piccola mezza cupola ai quattro angoli. A causa della sua posizione unica nell'architettura ottomana, è stata descritta come "una delle più belle moschee di pietra dell'isola".[5][7]
- Moschea di Esseyid Elhaç Mehmet Agha, conosciuta anche come Moschea di Lapta Superiore: è fatta di pietra sbozzata ed ha una struttura rettangolare. Fu costruita per la prima volta dall'esattore delle tasse Esseyid Elhaç Mehmet Agha nel 1828, ma a quel tempo aveva un tetto in terra e nessun minareto. Tra il 1887 e il 1889, la Fondazione istituita da Sayed Mehmet Agha, guidata dal fiduciario Hadji Veli Effendi, costruì un patio, coperture di tegole e un minareto alto 5 metri. Nel 1899 c'era anche una scuola che apparteneva alla stessa fondazione. Il minareto in pietra sbozzata sul lato est della moschea fu demolito nel 1974 e l'attuale minareto in cemento fu costruito nel 1976.[5]

## Società

### Evoluzione demografica
Lapithos  sempre stata una cittadina a maggioranza greco-cipriota. Mentre i turco-ciprioti vivevano in un solo quartiere, i greco-ciprioti vivevano in sei quartieri diversi. Nel censimento ottomano del 1831, i musulmani (turco-ciprioti) costituivano quasi il 20% della popolazione. Circa dieci anni dopo l'inizio dell'amministrazione britannica nell'isola, questo numero scese al 12%. Fino al 1931, la popolazione turca della città continuò a diminuire, mentre quella greca crebbe. Nel 1960, quando l'isola ottenne l'indipendenza, i turco-ciprioti costituivano solo il 10,6% della popolazione della città.
A causa di lotte intercomunitarie, il 17 gennaio 1964 tutti i turco-ciprioti (circa 400) furono sfollati dalla città e si rifugiarono nei villaggi di Boghaz e Temblos. Sembra che solo una donna anziana sia rimasta in città fino alla sua morte, prima della divisione dell'isola nel 1974. I turco-ciprioti rimasero nelle enclavi fino alla fine del 1974, quando furono trasferiti nuovamente a Lapithos. Il secondo spostamento avvenne nel 1974, quando la maggior parte dei greco-ciprioti di Lapithos fuggì dall'avanzata dell'esercito turco. Circa 186 greco-ciprioti furono rinchiusi a Lapithos fino al 1975, quando furono mandati dalle autorità turco-cipriote dall'altra parte del filo spinato. Attualmente i greco-ciprioti di Lapithos sono sparsi in tutto il sud dell'isola, soprattutto a Nicosia e Larnaca. Il numero di greco-ciprioti sfollati nel 1974 era di circa 3.200 (3.196 nel censimento del 1973).
Oltre ai turco-ciprioti originari di Lapithos che sono tornati nel 1974 e nel 1975, ci sono sfollati turco-ciprioti provenienti dal sud dell'isola, principalmente dall'area di Paphos, compresi villaggi come Mandria/Yeşilova, Kouklia/Sakarya, Akoursos/Akarsu, Pitargou/Akkargı, Axylou/Aksu, Amargeti/Amarget, Lapithiou/Bozalan, Vretsia/Vretça/Dağaşan, Foinikas/Finike, Anadiou/Görmeli, Androlikou/Gündoğdu, Choulou/Hulu, Pelathousa/Karaağaç, Timi/Ovalık, Mamountali/Soğucak e alcuni abitanti delle città di Larnaca e Limassol. Ci sono anche persone provenienti dalla Turchia, soprattutto dalla regione del Mar Nero centrale (principalmente da Çarşamba) che si sono stabilite nel villaggio nella seconda metà degli anni Settanta. Dalla metà degli anni novanta, anche molti cittadini europei hanno acquistato proprietà e si sono stabiliti in città. Inoltre, la città ospita molti lavoratori immigrati, principalmente dalla Turchia, dalla Bulgaria e dal Pakistan, impiegati soprattutto nell'edilizia e nel turismo.

## Cultura

### Eventi
La città ospita annualmente nella prima settimana di giugno il Festival del turismo di Lapta. Durante il festival si svolgono numerose attività culturali e sportive, spettacoli di danza popolare di gruppi di vari paesi e concerti.

## Economia

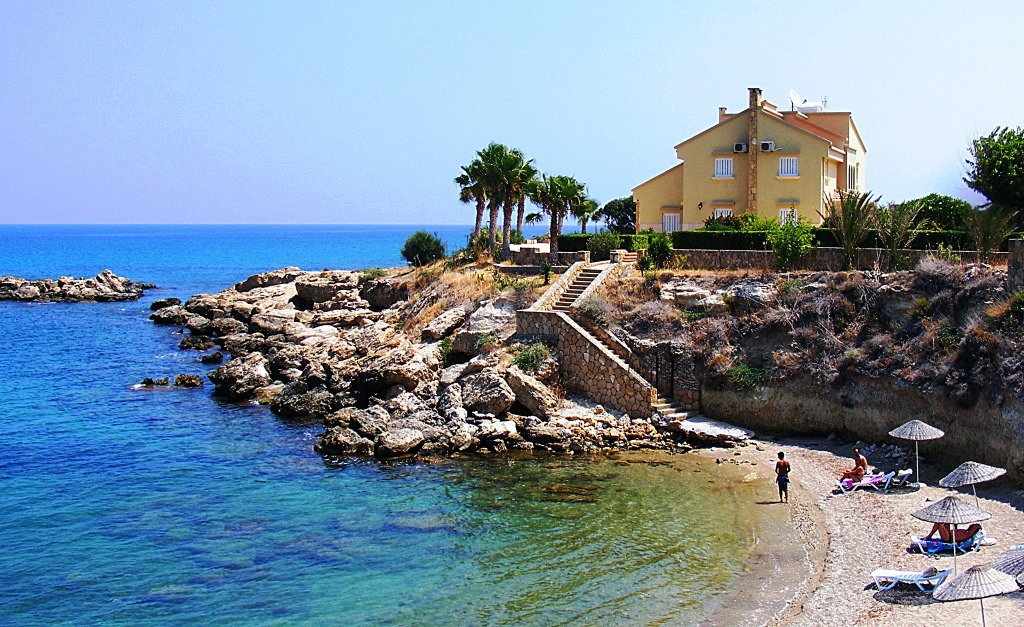
Una spiaggia e una casa accanto ad essa a Lapithos. Il turismo è un'importante fonte di reddito per la città.

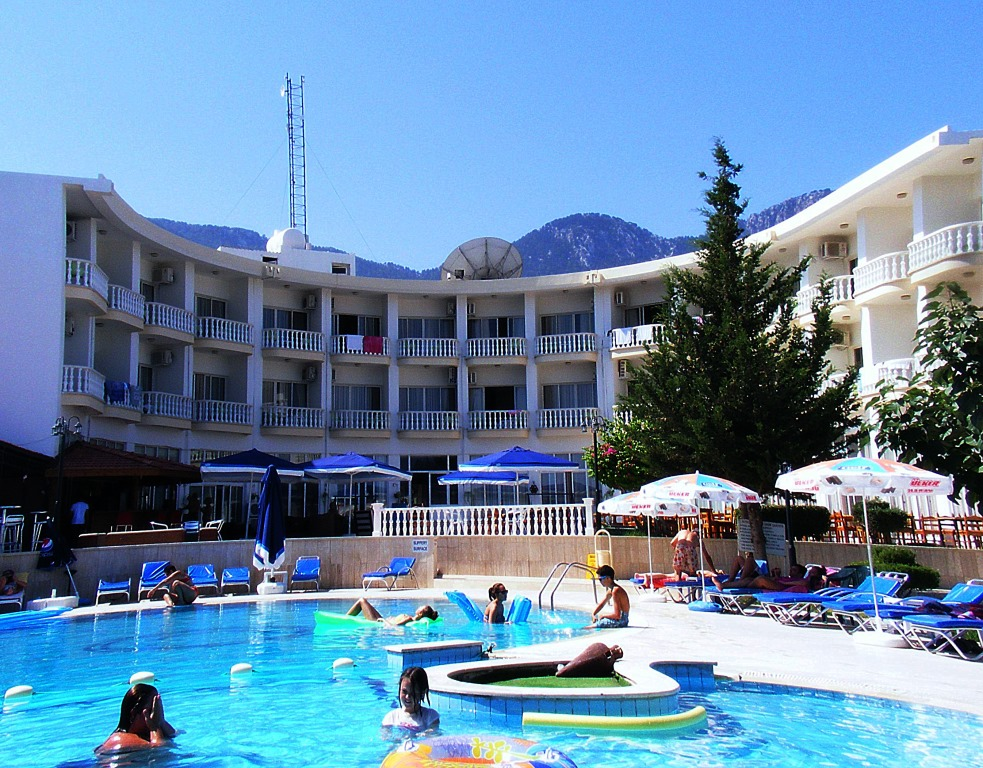
Un hotel a Lapithos

I dipendenti pubblici e gli operai costituiscono la maggioranza della popolazione attiva. Il turismo, l'agricoltura, la piccola industria e la pesca sono anche importanti fonti di reddito, praticate dal resto della popolazione.

### Agricoltura
Grazie alla sua sorgente, Lapithos ha ricche risorse idriche e terra fertile. Questo si traduce in un settore agricolo con una gamma diversificata di prodotti. Gli agrumi sono un prodotto importante, i limoni di Lapithos sono particolarmente rinomati. Sulle colline crescono olivi e carrubi. Tra gli altri alberi e coltivazioni si coltivano pistacchio, konari e kolokas/kolokasi. Si piantano anche gelsi che proteggono gli alberi di limone dal sale e dai venti del mare e la seta che viene usata nell'industria serica e nell'artigianato. Lapithos ha anche una grande varietà di prugne, compresa la varietà "flokkaroues", che esiste solo in questa città.

### Artigianato
Di Lapithos è tipico un ricamo con motivi originali, conosciuto come "pizzo Lapta" (in turco: Lapta Hesap İşi). Esso viene ancora prodotto per i turisti ed è realizzato su tessuto di lino con la tecnica del punto croce. Lapithos ha anche prodotto cassapanche di legno di noce culturalmente importanti per Cipro. La città ha anche una tradizione nella fabbricazione dei coltelli; i coltelli di Lapithos avevano tradizionalmente manici fatti di corno di capra ed erano noti per la loro affilatezza e la lavorazione accurata. La città è stata storicamente ed è ancora uno dei centri di produzione della seta più importanti dell'isola. La seta prodotta viene usata localmente e in tutta l'isola nell'artigianato e per la tessitura.

## Amministrazione

### Comune turco-cipriota
Il Comune di Lapta che amministra de facto la città fu fondato il 19 novembre 1974 dal governo dell'Amministrazione Autonoma Turco-Cipriota. L'attuale sindaco è Mustafa Aktuğ, che ricopre questa carica dal 2018.

### Comune greco-cipriota
Il Comune di Lapithos fu istituito nel 1878 dagli inglesi come uno dei dieci nuovi comuni dopo l'inizio del loro dominio a Cipro. Il comune ha nel suo stemma Atena cornuta, in riferimento a un'antica moneta trovata a Lapithos. Nel 1974 questa amministrazione fu costretta all'esilio e il consiglio comunale in carica all'epoca rimase al suo posto fino al 1987. Attualmente il comune si trova in via Ammochostou 37 e condivide la sua sede con il comune in esilio di Kythrea. L'attuale sindaco in esilio è Neoptolemos Kotsapas.
Prima del 1974 il villaggio era amministrativamente diviso in sei parrocchie (enorie), ognuna con una propria amministrazione civile e religiosa, un consiglio comunitario, un'autorità ecclesiastica con un prete greco-ortodosso e un cimitero. Le parrocchie erano le seguenti:
- Ayia Anastasia e Ayia Paraskevi, denominate collettivamente Pano Enories ("Parrocchie superiori") e che formavano Lapithos superiore;
- Ayios Theodhoros a ovest;
- Timios Prodhromos nel centro;
- Ayios Loukas nel centro;
- Ayios Minas ad est;

Oltre a queste parrocchie, la settima divisione amministrativa consisteva nel quartiere turco-cipriota.

## Sport
Lapithos ospita una vivace vita sportiva concentrata sul mare. Gli sport acquatici come immersioni, windsurf, jet-ski, sci d'acqua e parasailing sono molto popolari. Si pratica anche l'equitazione e il ciclismo. La città è il centro di diversi sentieri escursionistici protetti da Natura 2000; questi sentieri passano attraverso le foreste della zona, rovine di antiche città e templi, chiese e magazzini storici.

### Calcio
La città è sede della squadra di calcio Lapta Türk Birliği S.K.. Essa nella stagione 2014-15 ha giocato nella Süper Lig, la massima divisione del calcio turco-cipriota, ma l'anno dopo è retrocessa dopo essere arrivata ultima.